# Eddie Kendricks
Eddie Kendricks, de son vrai nom Edward James Kendrick, né le 17 décembre 1939 à Union Springs (Alabama) et mort le 5 octobre 1992 à Birmingham (Alabama), est un chanteur et parolier américain, membre des Temptations.

## Carrière
Kendricks est l'un des membres fondateurs des Temptations, groupe phare du label Motown. Il joue de 1960 à 1971 avec les Temptations avant de commencer une carrière solo. En 1973, il chante Keep on Truckin’ qui est numéro un aux États-Unis. 
Son morceau, The Newness Is Gone, est notamment connu pour avoir été samplé sur plusieurs morceaux de hip-hop dont Poppa Was a Playa de Nas et Bad Boys de Marseille (Part 2) de Akhenaton.
En 1991, les médecins diagnostiquent un cancer du poumon. Kendricks accepte une intervention chirurgicale dans l'espoir d'empêcher la propagation du cancer mais meurt le 5 octobre 1992.

## Discographie

### Albums studio
Chez Tamla (Motown)
- 1971 : All By Myself
- 1972 : People ... Hold On
- 1973 : Eddie Kendricks
- 1974 : Boogie Down!
- 1974 : For You
- 1975 : The Hit Man
- 1975 : He's A Friend
- 1976 : Goin' Up In Smoke
- 1977 : Slick

Chez Arista
- 1978 : Vintage '78
- 1979 : Something More

Chez Atlantic
- 1981 : Love Keys

Chez Ms Dixie Records
- 1983 : I've Got My Eyes on You

### DuoRuffinand Kendrick
- 1988 : Ruffin & Kendrick (RCA)

### Singles
Chez Tamla (Motown)
- 1971: It's So Hard For Me To Say Good-Bye (US #88)
- 1971: Can I
- 1972: Eddie's Love (US #77)
- 1972: If You Let Me (US #66)
- 1973: Darling Come Back Home (US #67)
- 1973: Girl You Need A Change Of Mind (Part 1) (US #87)
- 1973: Keep on Truckin' (en) (Part 1) (US #1, UK #18)
- 1974: Boogie Down (US #2, UK #39)
- 1974: One Tear (US #71)
- 1974: Son of Sagittarius (US #28)
- 1974: Tell Her Love Has Felt the Need (US #50)
- 1975: Get the Cream off the Top (US #50)
- 1975: Happy (US #66)
- 1975: Shoeshine Boy (US #18)
- 1976: Chains
- 1976: Get It While It's Hot
- 1976: He's a Friend (US #36)
- 1976: It's Not What You Got
- 1977: Goin' Up In Smoke
- 1977: Born Again / Date With The Rain
- 1977: Intimate Friends

Chez Arista
- 1978: Ain't No Smoke Without Fire
- 1978: The Best of Strangers Now
- 1980: I Just Want To Be the One In Your Life

Chez Atlantic
- 1981: Oh I Need Your Loving

Chez RCA
- 1985: A Night At The Apollo Live! (UK #58) (Daryll Hall and John Oates featuring David Ruffin and Eddie Kendrick)